# Калгозеро
Калгозеро, Калозеро — пресноводное озеро на территории Амбарнского сельского поселения Лоухского района Республики Карелии.

## Общие сведения
Площадь озера — 1 км², площадь водосборного бассейна — 1520 км². Располагается на высоте 23,0 метров над уровнем моря.
Форма озера продолговатая: оно более чем на три километра вытянуто с юго-запада на северо-восток. Берега несильно изрезанные, каменисто-песчаные, преимущественно заболоченные.
Через водоём течёт река Калга, впадающая в Белое море.
Ближе к северо-восточной оконечности озера расположен один относительно крупный (по масштабам водоёма) остров без названия.
К востоку от озера проходит лесовозная дорога.
Населённые пункты вблизи водоёма отсутствуют.
Код объекта в государственном водном реестре — 02020000711102000002989.